# Régions tribales (Pakistan)
Pour les articles homonymes, voir Régions tribales administrées provincialement.
Les régions tribales ou zones tribales (de leur nom officiel en anglais Federally Administered Tribal Areas (FATA) : régions tribales administrées fédéralement, ou en ourdou : وفاقی قبائلی علاقہ جا) sont une région de 27 220 km2 située dans le nord-ouest du Pakistan et une ancienne subdivision administrative, créée au XIXe siècle dans le cadre de l'Empire britannique, disparue après sa fusion avec la province de Khyber Pakhtunkhwa en 2018.
La région est principalement peuplée de tribus pachtounes, parfois hostiles au pouvoir pakistanais, et elle est une source de tensions entre le Pakistan et l'Afghanistan. Longtemps délaissée par les pouvoirs publics, la région est considérée comme une zone de non-droit et est exorbitante du droit commun pakistanais. Elle est peu développée, pratiquement pas du tout urbanisée et ne bénéficie pas de sa libre administration, étant, comme son nom l'indique, directement administrée par le pouvoir fédéral. Ce régime prend fin en mai 2018 quand les régions tribales disparaissent et fusionnent avec la province voisine de Khyber Pakhtunkhwa.
Depuis 2004, elle est l'épicentre de l'insurrection islamiste au Pakistan qui oppose l'armée pakistanaise à divers groupes islamistes insurgés et la violence est depuis très forte dans la région. La zone est à la fois un lieu de passage et d'occupation de nombreux groupes armés se battant dans le cadre de la guerre d'Afghanistan. Depuis 2007, elle a fait l'objet de cinq offensives majeures de la part de l'armée pakistanaise et elle est aussi visée par des bombardements de drones américains, notamment dans le Waziristan. Elle constitue ainsi un enjeu géopolitique et stratégique important.

## Nom
Le nom de régions « tribales » a été donné par le pouvoir colonial britannique. Selon l'historien Benjamin D. Hopkins, la « tribu » était une « catégorie de gouvernance » utilisée dans  l'Empire britannique, notamment pour désigner des populations des périphéries de l'Empire, ce qui est le cas des « Federally Administered Tribal Areas », situées le long de la frontière nord-ouest de l'Inde britannique. L’État colonial traitait avec des tribus, qui relayaient ses ordres, et non pas directement avec des sujets.
Le concept de « tribu » correspondait dans l'esprit des administrateurs coloniaux à la manière dont les indigènes s'identifiaient eux-mêmes, cependant, selon Benjamin D. Hopkins, les Britanniques avaient une image très réductrice du groupe tribal, qu'ils ont rigidifié par leur recours à des recensements, des descriptions ethnographiques et des punitions collectives, quand la tribu reposait, en réalité, sur des identifications fluides et des généalogies rappelées oralement. De plus, les Britanniques associaient les régions « tribales » à des traditions intemporelles et au nomadisme ; or « nombre des pratiques nomades des habitants résultaient de politiques coloniales modernes réglementant strictement l'utilisation des terres et les droits de propriété, et non d'anciennes coutumes et traditions ».
La punition collective de la tribu était une notion centrale dans l'ensemble de lois s'appliquant aux régions tribales, promulgué par les Britanniques pour la première fois en 1872, remanié en 1901, et appelé Frontier Crimes Regulation (Règlement des infractions frontalières).

## Histoire

### Empire britannique

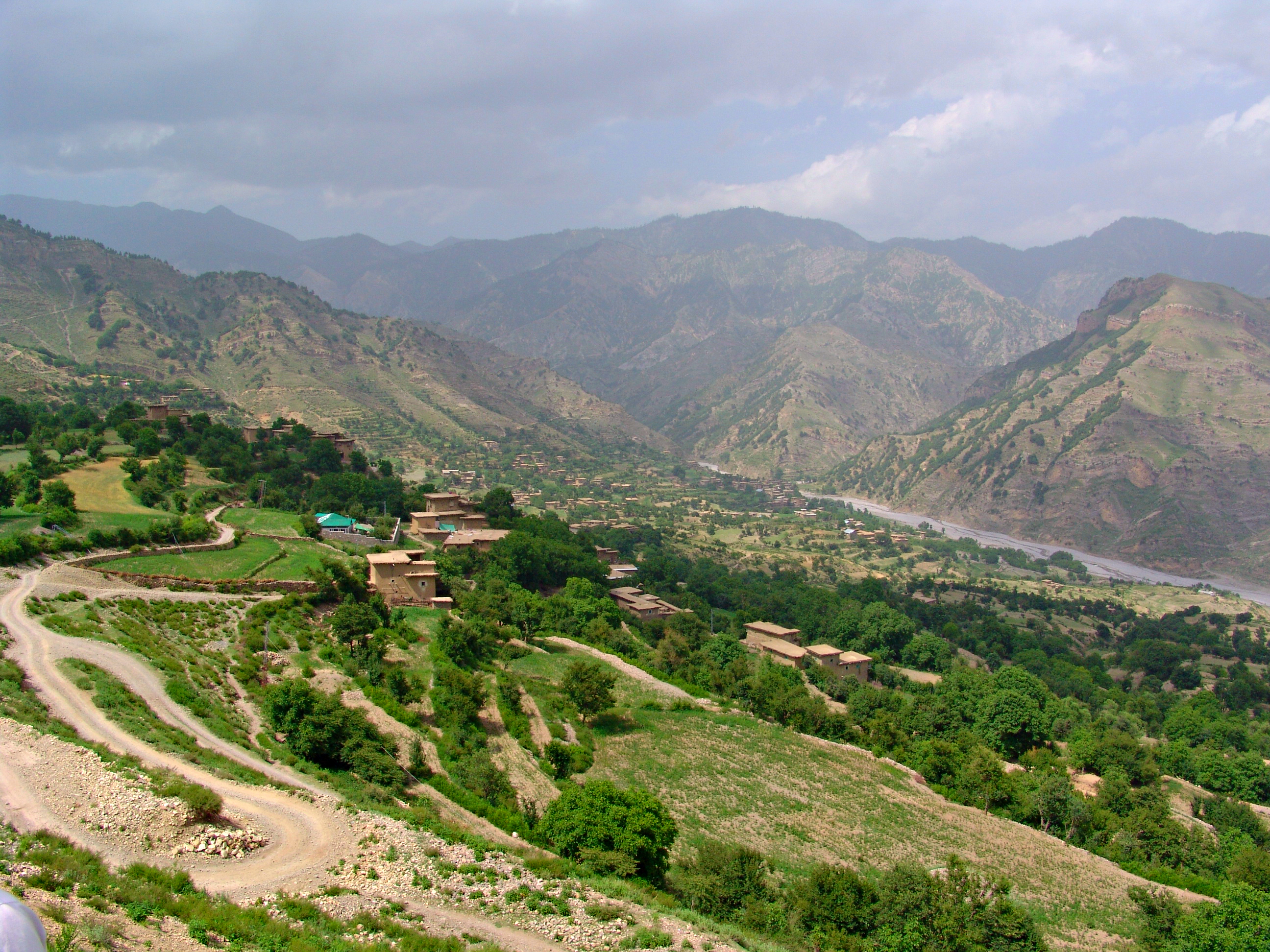
Village dans l'agence de Kurram.

Les régions tribales ont été créées dans un contexte de rivalité coloniale entre le Royaume-uni et la Russie au XIXe siècle. Cette lutte d'influence en Asie, appelée Grand Jeu, a inspiré aux Britanniques l'idée de créer une « zone tampon » dans l'actuel Pakistan, les régions tribales, afin de contenir une éventuelle expansion russe en direction de l'Inde. Les Britanniques avaient instauré avec les tribus jugées indisciplinées de ces régions un système de donnant-donnant : les tribus s'abstenaient d'attaquer les zones habitées sous contrôle de l'Empire britannique, et d'offrir un refuge à des hors-la-loi ; en contrepartie, elles se gouvernaient elles-mêmes pour ce qui concernait leurs affaires intérieures ; de plus, les Britanniques leur versaient des allocations. Lorsque les tribus ne tenaient pas leurs engagements, les autorités coloniales pratiquaient un blocus, intervenaient militairement. Un nouvel accord était alors conclu.
Ces tribus sont souvent hostiles aux Britanniques ; une des raisons de cette animosité est liée à la ligne Durand de 1893, qui sépare les Pachtounes de part et d'autre d'une frontière artificielle entre le Pakistan et l'Afghanistan.
Les Britanniques instaurent dans ces zones un ensemble législatif appelé Frontier Crimes Regulation (FCR) promulgué en 1901, donnant la possibilité au gouvernement de « condamner une personne sans application régulière de la loi » et de « saisir des propriétés privées ». Les affaires coutumières sont jugées par des conseils tribaux appelés jirgas, contrôlés par l'administration coloniale en la personne de l'«agent politique». Ce fonctionnaire est doté de grands pouvoirs en vertu du Frontier Crimes Regulation, comme celui de mettre en prison les membres de la tribu d'un délinquant au titre de la responsabilité collective ; le pouvoir de soumettre à un blocus économique des tribus rétives. « Le Political Agent qui n’avait pratiquement pas à rendre de comptes devint comme un roi dans sa zone ».
Le régime colonial britannique (Raj) a délibérément exclu les régions tribales de l'entreprise de modernisation qui avait cours en Inde et dans la majeure partie de l'actuel Pakistan. « Sous prétexte de respecter l'indépendance des tribus, la construction de routes et de chemins de fer par le Raj a été limitée aux régions du Baloutchistan britannique, et les projets d'irrigation, aux provinces du Sind et du Pendjab ».

### Pakistan indépendant

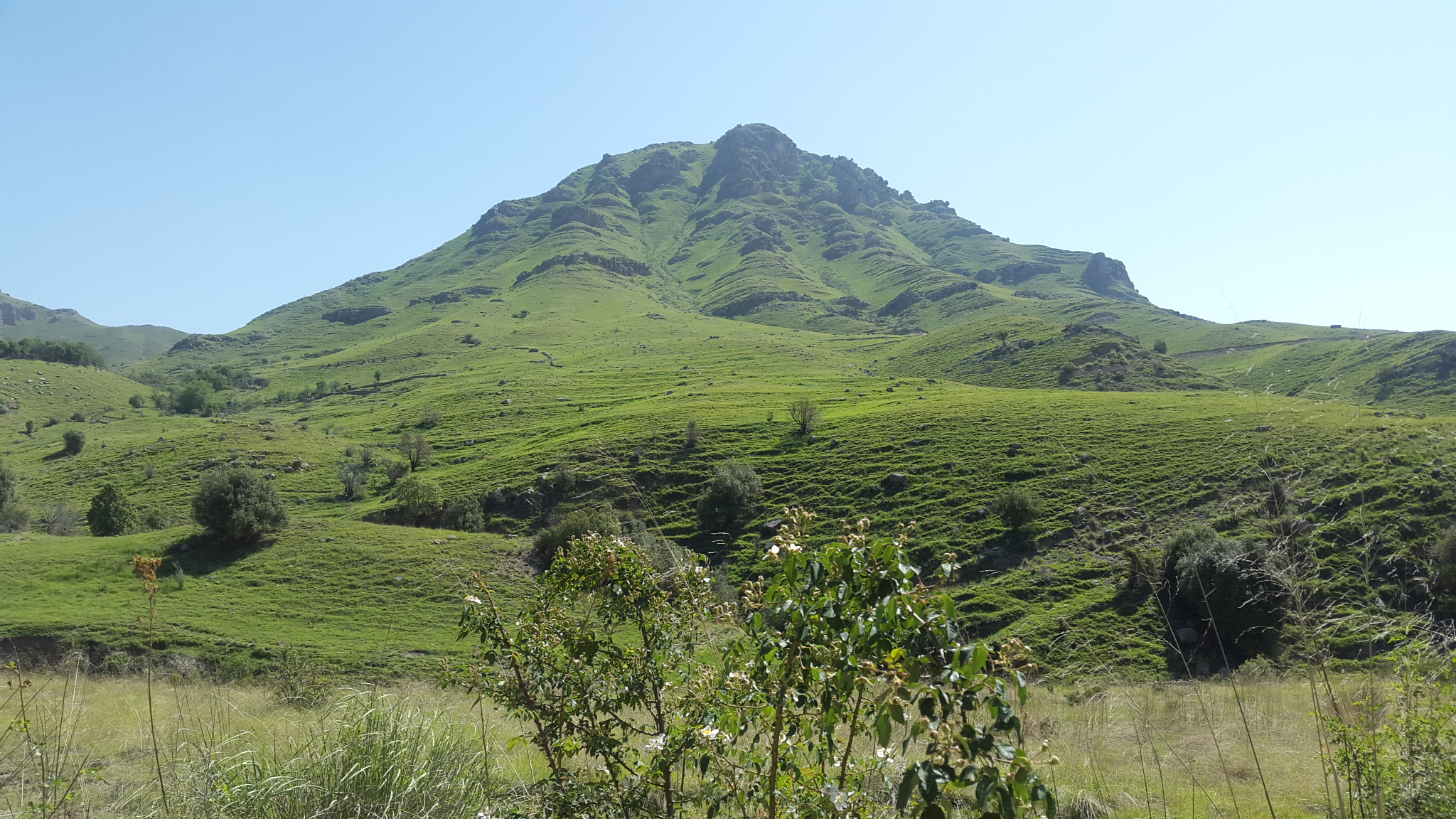
Paysage de l'agence d'Orakzai.

Le statut particulier des régions tribales a été maintenu après l'indépendance du Pakistan, pour éviter les heurts avec l'Afghanistan : ce pays frontalier contestait la ligne Durand de 1893, ligne qui divise artificiellement des tribus pachtounes parlant la même langue. Une autre raison de perpétuer le statu quo est liée à l'opposition des chefs tribaux, désireux de conserver la part d'autonomie dont ils bénéficiaient jusque-là.
Les régions tribales sont soumises à un régime juridique exorbitant du droit commun, hérité du Raj britannique et conservé après l'indépendance du Pakistan en 1947. Ce régime reconnait le pouvoir des jirgas, assemblées tribales, mais refuse de nombreux droits aux administrés de la région, comme celui de saisir des tribunaux. Le pouvoir central nomme des administrateurs au pouvoir exorbitant, qui pratiquent notamment la punition collective envers les tribus. De plus, les candidats aux élections législatives se présentant dans les circonscriptions des régions tribales étaient interdits de se réunir en partis politiques et devaient se présenter à titre indépendant.
En 2013, une grande assemblée de représentants de la région réclame la fin de ce régime dérogatoire et la libre administration de la région, soit en devenant une province autonome dénommée « Qabailistan », soit par inclusion au sein de la province voisine de Khyber Pakhtunkhwa, qui bénéficie comme toutes les provinces du pays de forts pouvoirs décentralisés.
En 2018, l'Assemblée nationale vote un amendement visant à normaliser le régime juridique des régions tribales et à les intégrer à la province voisine de Khyber Pakhtunkhwa, ce qui entre en vigueur le 31 mai 2018 avec la signature du président Mamnoon Hussain. La mesure reçoit un large soutien de la classe politique et soulage la population locale qui espère avoir accès à des services publics,. Certains partis politiques et dirigeants tribaux s'y opposent toutefois, ayant préféré que les régions tribales soient élevées au rang de province.

## Géographie

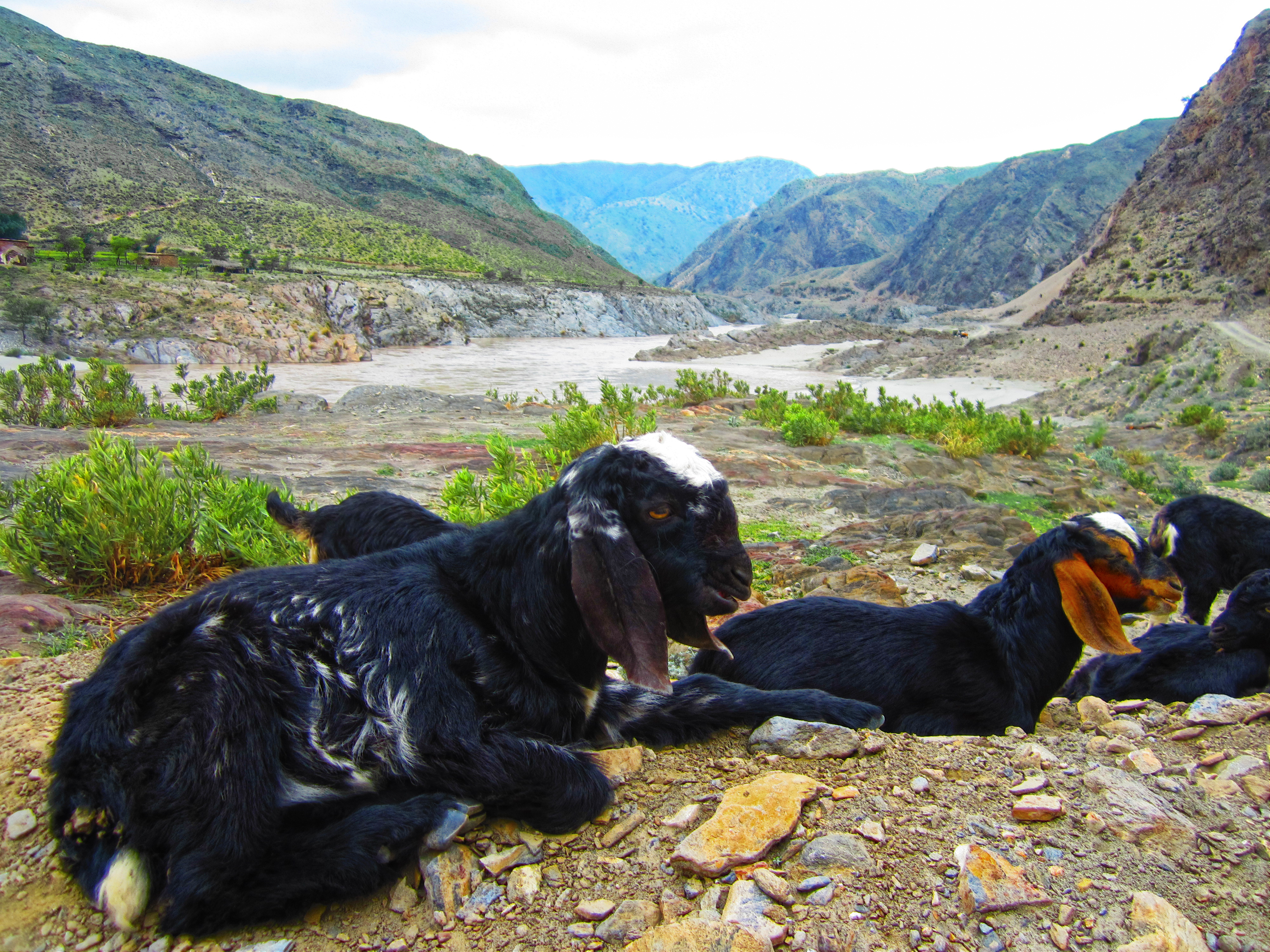
Troupeau près de la rivière Swat, dans l'agence de Mohmand.

Les régions tribales sont bordées par l'Afghanistan, la frontière étant délimitée par la ligne Durand, et trois provinces pakistanaises : la province de Khyber Pakhtunkhwa, le Pendjab et le Baloutchistan. La zone est particulièrement montagneuse, et compte quelques paysages arides mais surtout des vallées verdoyantes, irriguées par plusieurs rivières comme le Swat, la Kurram ou le Kaboul.
Les régions tribales sont divisées en sept agences : Khyber, Kurram, Bajaur, Mohmand, Orakzai, Waziristan du Nord et Waziristan du Sud ; et cinq régions frontalières (en anglais, frontier regions ou FR) : FR Peshawar, FR Kohat, FR Tank, FR Bannu et FR Dera Ismail Khan.

## Démographie
La population des régions tribales s'établit à 5 001 676 personnes selon le recensement de 2017, soit approximativement 2,4 % de la population du pays. Seulement 2,8 % des habitants de la zone sont urbanisés, ce qui en fait l'unité territoriale la plus rurale du Pakistan. Pour une région très montagneuse, la densité de la population, qui dépasse les 184 habitants au kilomètre carré, est assez forte.
L'alphabétisation s'établit en 2017 à 36 % de la population, dont 56 % pour les hommes et 16 % pour les femmes, soit l'une des plus grosses disparités du pays. Seuls 52 % des enfants de 10 à 14 ans sont scolarisés, dont 71 % des garçons et 31 % des filles.
Essentiellement peuplées de Pachtounes, les régions tribales comptent 98,4 % de locuteurs du pachto en 2017. Près de 99,9 % des habitants sont musulmans mais l'on compte une petite minorité chrétienne d'environ 3 000 fidèles.

## Insurrection islamiste

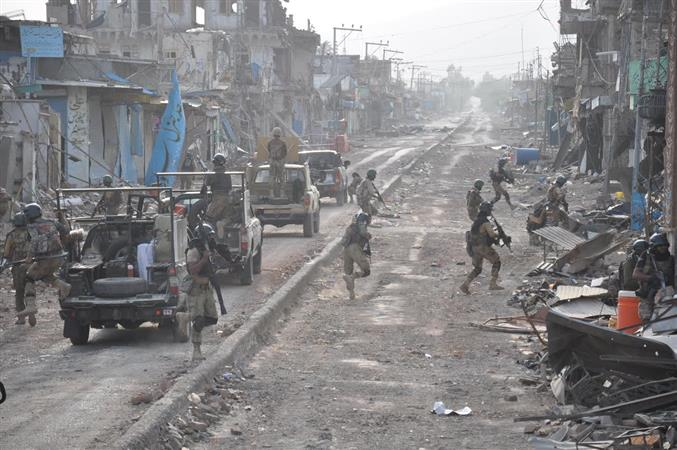
Opérations militaires dans le Waziristan du Nord, en 2015.

Depuis 2004, avec le début des combats dans la ville de Wana, la région est l'épicentre de l'insurrection islamiste au Pakistan. Il oppose l'armée pakistanaise à divers groupes insurgés islamistes opposés au gouvernement. Leurs principaux fiefs dans le Waziristan, l'agence de Bajaur, l'agence d'Orakzai, l'agence de Kurram et l'agence de Mohmand ont été visés par des opérations militaires depuis 2008.
La région accueillait aussi des groupes insurgés afghans menant des actions en Afghanistan contre les forces afghanes et les forces de l'OTAN. Ils étaient notamment présents au Waziristan du Nord, zone visée régulièrement par des bombardements américains.

## Administration

### Agences

Carte des régions tribales (en bleu) et de la province de Khyber Pakhtunkhwa (en vert), présentant leur découpages en subdivisions.

Les régions tribales sont subdivisées en sept agences (à la différence des provinces du Pakistan, qui sont subdivisées en districts). Ces agences ne bénéficient pas de leur libre administration et sont gérées directement par les autorités fédérales ainsi que par les districts voisins dans la province de Khyber Pakhtunkhwa pour les régions frontalières.
Les agences sont elles-mêmes subdivisées en agences politiques assistantes, tehsils et union councils. Elles deviennent des districts quand elles sont intégrées à la province de Khyber Pakhtunkhwa en mai 2018. Les principales villes sont Miranshah, Razmak, Bajaur, Landi Kotal et Wana.
La liste suivante recense les sept agences des régions tribales :
| Agence             | Chef lieu        | Superficie (km²) | Population (2017) | Densité de pop. (hab./km²) |
| ------------------ | ---------------- | ---------------- | ----------------- | -------------------------- |
| Bajaur             | Khar             | +1 290,          | +1 093 684,       | +848,                      |
| Khyber             | Landi Kotal      | +2 576,          | +986 973,         | +383,                      |
| Kurram             | Parachinar       | +3 380,          | +619 553,         | +183,                      |
| Mohmand            | Ghalanai         | +2 296,          | +466 984,         | +203,                      |
| Orakzai            | Kalaya et Ghiljo | +1 538,          | +254 356,         | +165,                      |
| Waziristan du Nord | Miranshah        | +4 707,          | +543 254,         | +115,                      |
| Waziristan du Sud  | Wana             | +6 620,          | +679 185,         | +103,                      |
| Total              | Miranshah        | +27 220,         | +5 001 676,       | +184,                      |

### Régions frontalières

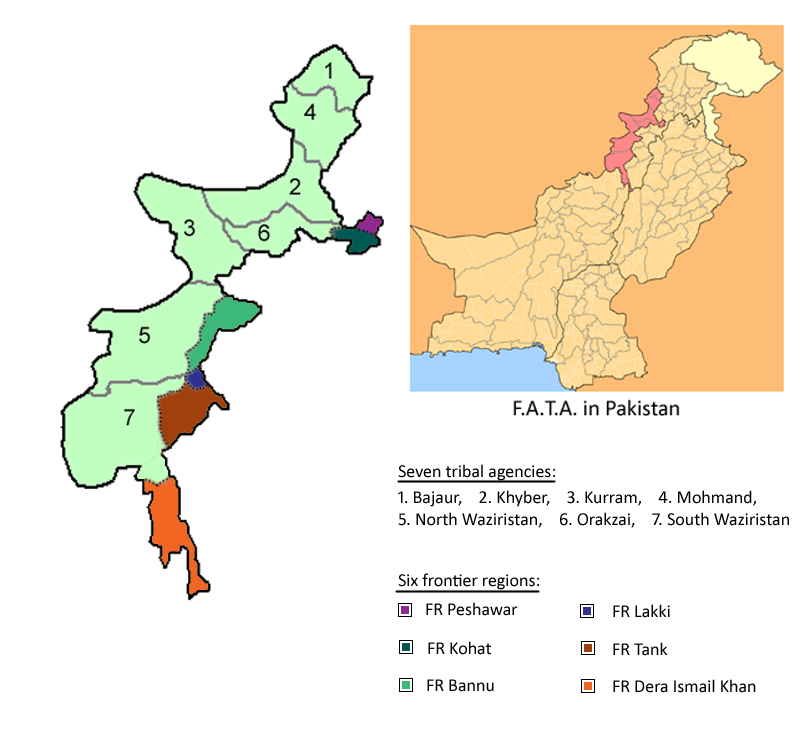
Vue des régions frontalières.

Les régions tribales comprennent également six petites subdivisions nommées « régions frontalières », qui portent le nom des districts adjacents. Elles sont administrées par l'officier de coordination de ces districts. Leur administration générale est menée par le secrétariat des régions tribales, à Peshawar.
Les six régions frontalières sont :
- Région frontalière de Bannu
- Région frontalière de Dera Ismail Khan
- Région frontalière de Kohat
- Région frontalière de Lakki Marwat
- Région frontalière de Peshawar
- Région frontalière de Tank

## Économie

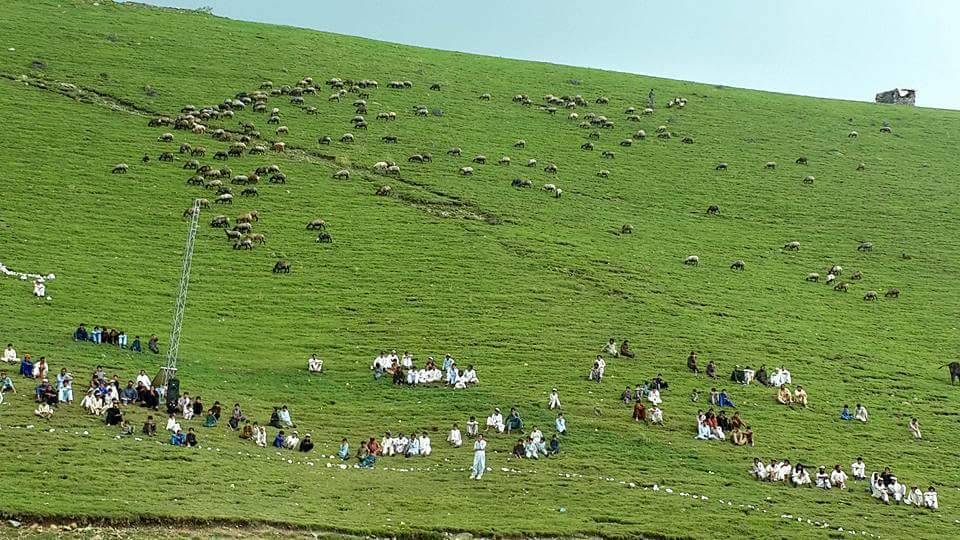
Villageois et troupeau de bêtes près de Baddar, Waziristan du Sud.

Les régions tribales sont pauvres, très reculées, peu dotées en infrastructures et services publics. La population souffre notamment de malnutrition, de maladies et de manque d'accès à l'eau. Le principal moyen de subsistance des habitants est l'agriculture et l’élevage alors que les paysans disposent surtout de petites surfaces, souvent inférieures à deux hectares. Près de 45 % des foyers reçoivent de l'argent de membres de leur famille travaillant ailleurs dans le pays (35 %) ou à l'étranger (10 %) en 2007.
À la suite de l'intégration des régions tribales à la province de Khyber Pakhtunkhwa en 2018, la population espère une hausse des investissements publics. En 2019, le gouvernement annonce un plan de dix ans pour développer les infrastructures, notamment dans le but de permettre un accès au réseau téléphonique. Le barrage de Mohmand en construction depuis 2019 sur la rivière Swat devrait fournir la puissance électrique équivalent à un réacteur nucléaire ainsi qu'un réservoir d'eau pour l'irrigation.

## Politique
Les régions tribales sont représentées par douze circonscriptions de l'Assemblée nationale, numérotées de 40 à 51. Les élections législatives de 2018 sont les premières pour lesquelles les candidats sont autorisés à se présenter sous l'étiquette d'un parti politique, alors qu'ils étaient auparavant obligés de se présenter à titre indépendant. Lors de ce scrutin, le Mouvement du Pakistan pour la justice remporte la moitié des sièges alors que les candidats indépendants sont encore très nombreux. Les deux députés indépendants élus sont par ailleurs activistes du mouvement Pashtun Tahafuz, très actif au Waziristan.
Le vote des femmes est rare dans les régions tribales, car la société est assez conservatrice et très religieuse. Généralement, ceux qui votent sont des hommes.

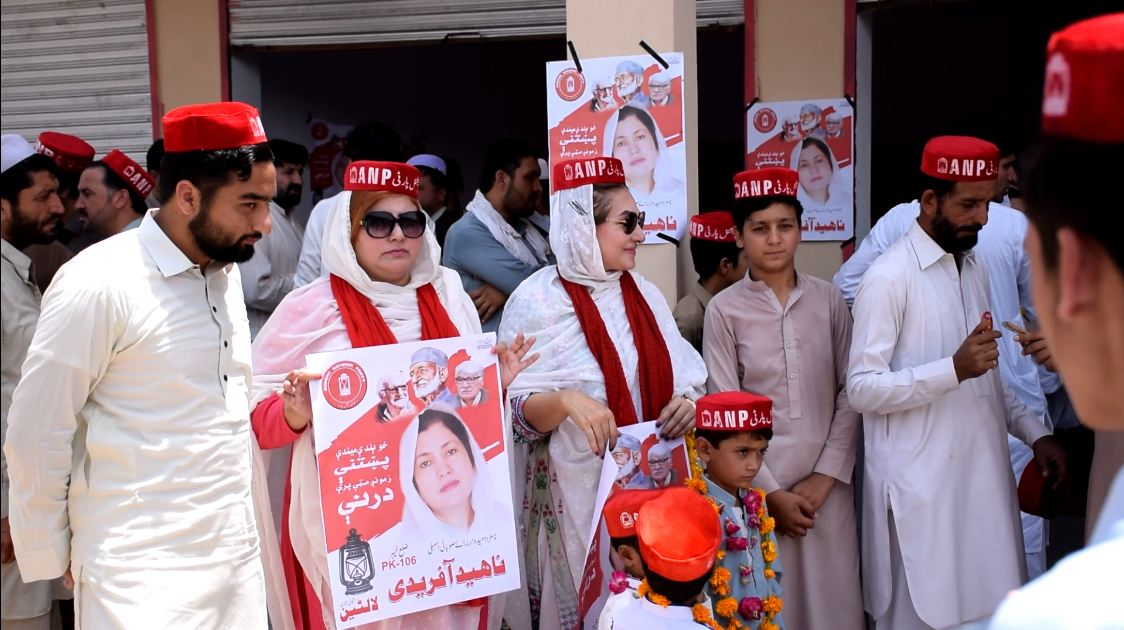
Militants du Parti national Awami à Khyber, lors des élections provinciales de 2019.

| Parti                                 | Voix    | %      | Élu fédéral |
| ------------------------------------- | ------- | ------ | ----------- |
| Mouvement du Pakistan pour la justice | 203 148 | 25,2 % | 6           |
| Muttahida Majlis-e-Amal               | 109 379 | 13,6 % | 3           |
| Parti du peuple pakistanais           | 54 835  | 6,8 %  | 1           |
| Parti national Awami                  | 44 069  | 5,5 %  | 0           |
| Autres partis                         | 22 117  | 2,7 %  | 0           |
| Indépendants                          | 372 859 | 46,2 % | 2           |
| Total                                 | 806 407 | 100 %  | 12          |